# Villethierry
Villethierry é uma comuna francesa na região administrativa de Borgonha-Franco-Condado, no departamento de Yonne. Estende-se por uma área de 20,62 km². Em 2010 a comuna tinha 842 habitantes (densidade: 40,8 hab./km²).